# Золтан Рожняї
Зо́лтан Ро́жняї (угор. Rozsnyai Zoltán; 29 січня 1926, Будапешт — 10 вересня 1990, Нью-Йорк) — угорсько-американський диригент.
Закінчив Будапештську консерваторію, навчався, зокрема, у Золтана Кодая і Бели Бартока. У 24-річному віці став музичним керівником Дебреценської опери. У 1954 році вступив диригентом в Угорський державний симфонічний оркестр. Після Угорських подій 1956 року покинув Угорщину і влаштувався в Відні, де став одним із творців і першим головним диригентом оркестру «Philharmonia Hungarica», що складався з угорських музикантів, які не побажали повертатися до Угорщини після придушення Угорського повстання радянськими військами.
У 1961 році Рожняї переїхав до США і отримав американське громадянство. У 1962 році він став помічником диригента в Нью-Йоркському філармонійному оркестрі (під управлінням Леонарда Бернстайна). У 1963 році Рожняї очолив Клівлендський філармонічний оркестр, в 1964 році — симфонічний оркестр у місті Ютіка. У 1967 - 1971 роках Рожняї керував Симфонічним оркестром Сан-Дієго, очолюючи одночасно відділення музики місцевого університету. У 1978 - 1984 роках Рожняі був головним диригентом Ноксвіллского симфонічного оркестру.
1. 1 2  Bibliothèque nationale de France BNF: платформа відкритих даних — 2011.
2. ↑  Discogs — 2000.